# Birgit Klaubert

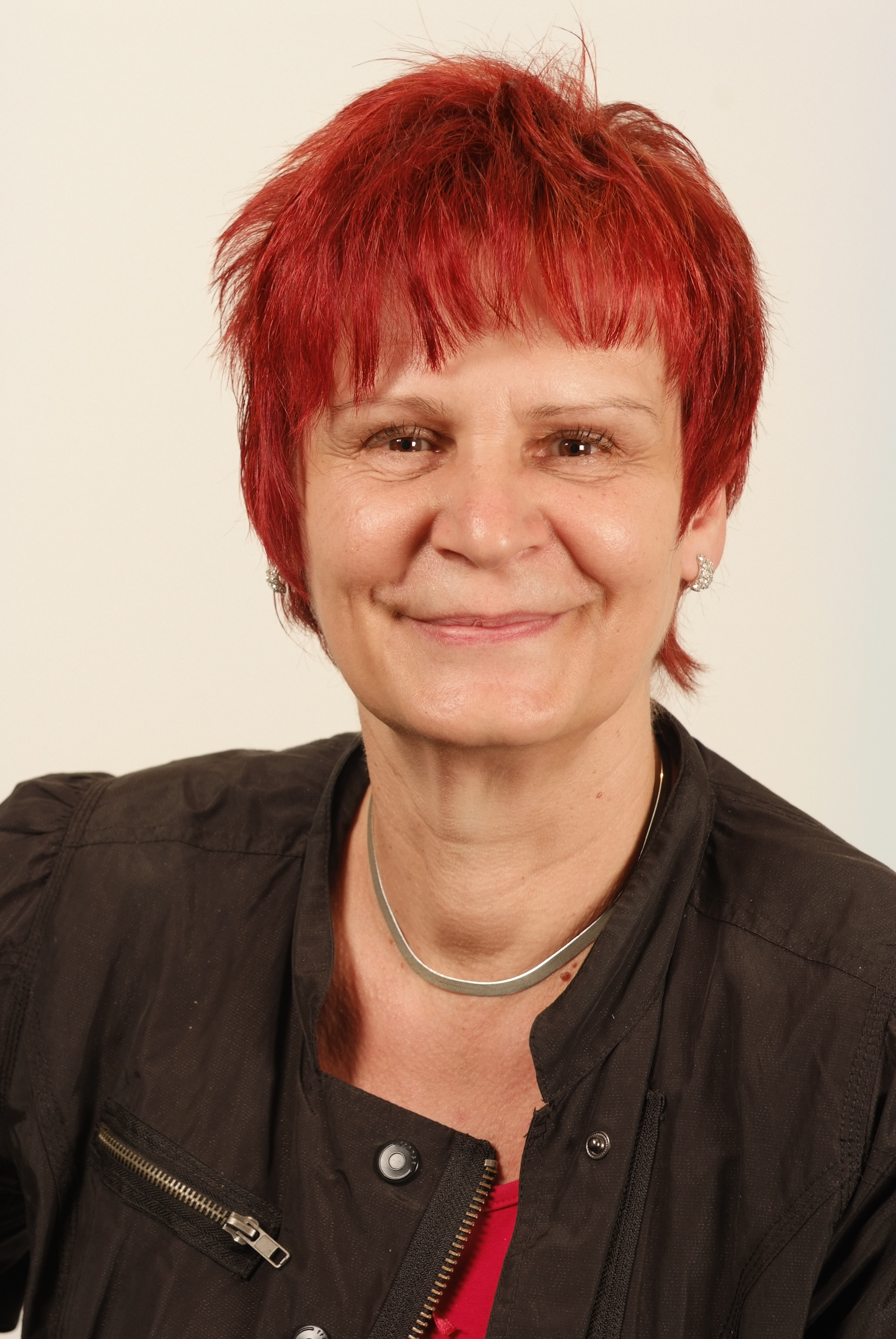
Birgit Klaubert (2011)

Birgit Klaubert (* 28. September 1954 in Schöneck/Vogtl.) ist eine deutsche Politikerin (Die Linke) und ehemalige Vizepräsidentin des Thüringer Landtags. Vom 5. Dezember 2014 bis 4. Juli 2017 war Klaubert Thüringer Ministerin für Bildung, Jugend und Sport im Kabinett von Bodo Ramelow.

## Ausbildung und Beruf
Nach ihrem Abitur in Klingenthal absolvierte Klaubert von 1973 bis 1977 ein Lehrerstudium an der Karl-Marx-Universität Leipzig. Das Studium schloss sie als Diplom-Lehrerin für Deutsch und Geschichte ab. In den Jahren 1977 bis 1980 war Birgit Klaubert Lehrerin an der POS in Altenburg. Danach war sie bis 1983 als Lehrerin am Institut für Lehrerbildung in Altenburg tätig.
Von 1983 bis 1986 nahm sie eine Aspirantur an der Pädagogischen Hochschule Leipzig in der Sektion Geschichte an und promovierte 1986 zum Dr. phil. mit der Arbeit Das Ringen der freien Gewerkschaften Deutschlands um die Organisierung der Arbeiterinnen von 1896 bis zum Ausbruch des 1. Weltkrieges. Nach Abschluss ihrer Promotion arbeitete sie bis 1994 am Institut für Lehrerbildung in Altenburg als Lehrerin.

## Politik
Birgit Klaubert wurde 1973 Kandidatin der SED, ein Jahr später Mitglied der Partei. Sie wurde 1990 in den Stadtrat von Altenburg und 1994 für die PDS in den Thüringer Landtag gewählt. Seit dem 13. Dezember 1995 war sie bis zum Ende der 2. Legislatur Fraktionsvorsitzende der Fraktion der PDS im Landtag.
1999 wurde sie erstmals zur Vizepräsidentin des Thüringer Landtages gewählt. Diese Funktion behielt sie auch nach den Wahlen zum vierten (13. Juni 2004) und fünften (30. August 2009) Thüringer Landtag.
2013 wurde sie vom Vorstand der thüringischen Linken als Spitzenkandidaten für die Bundestagswahl 2013 in Thüringen vorgeschlagen, ihre Nominierung war in den Parteigremien unterstützt worden. Am 2. März 2013 stimmten bei der Vertreterversammlung der Thüringer Linken jedoch nur 59 der 120 Delegierten für Klaubert. Daraufhin verzichtete sie darauf erneut anzutreten.
Nachdem sie am 5. Dezember 2014 zur Ministerin für Bildung, Jugend und Sport im Kabinett Ramelow I ernannt worden war, legte sie im Sinne einer Trennung von Amt und Mandat zum 31. März 2015 – ebenso wie Ministerpräsident Bodo Ramelow – ihr Mandat im Thüringer Landtag nieder.
Am 4. Juli 2017 legte sie wegen einer Erkrankung ihr Amt als Ministerin nieder, ihr Nachfolger wurde Helmut Holter.

## Sonstige Ämter
Birgit Klaubert ist Mitglied im Kuratorium der Landeszentrale für politische Bildung und Mitglied im Landesdenkmalrat. Außerdem ist sie ehrenamtliches Mitglied im Aufsichtsrat der Altenburg-Gera Theater GmbH.